# Уйбрехтс, Луи
Луи Уйбрехтс (фр. Louis Huybrechts; 21 февраля 1875 — 1963) — бельгийский яхтсмен, серебряный призёр летних Олимпийских игр 1908 года.
На Играх 1908 года в Лондоне Уйбрехтс соревновался в классе 6 м. Его команда стала в итоге второй, выиграв одну гонку и заняв один раз третье место.